# Hlavní chod

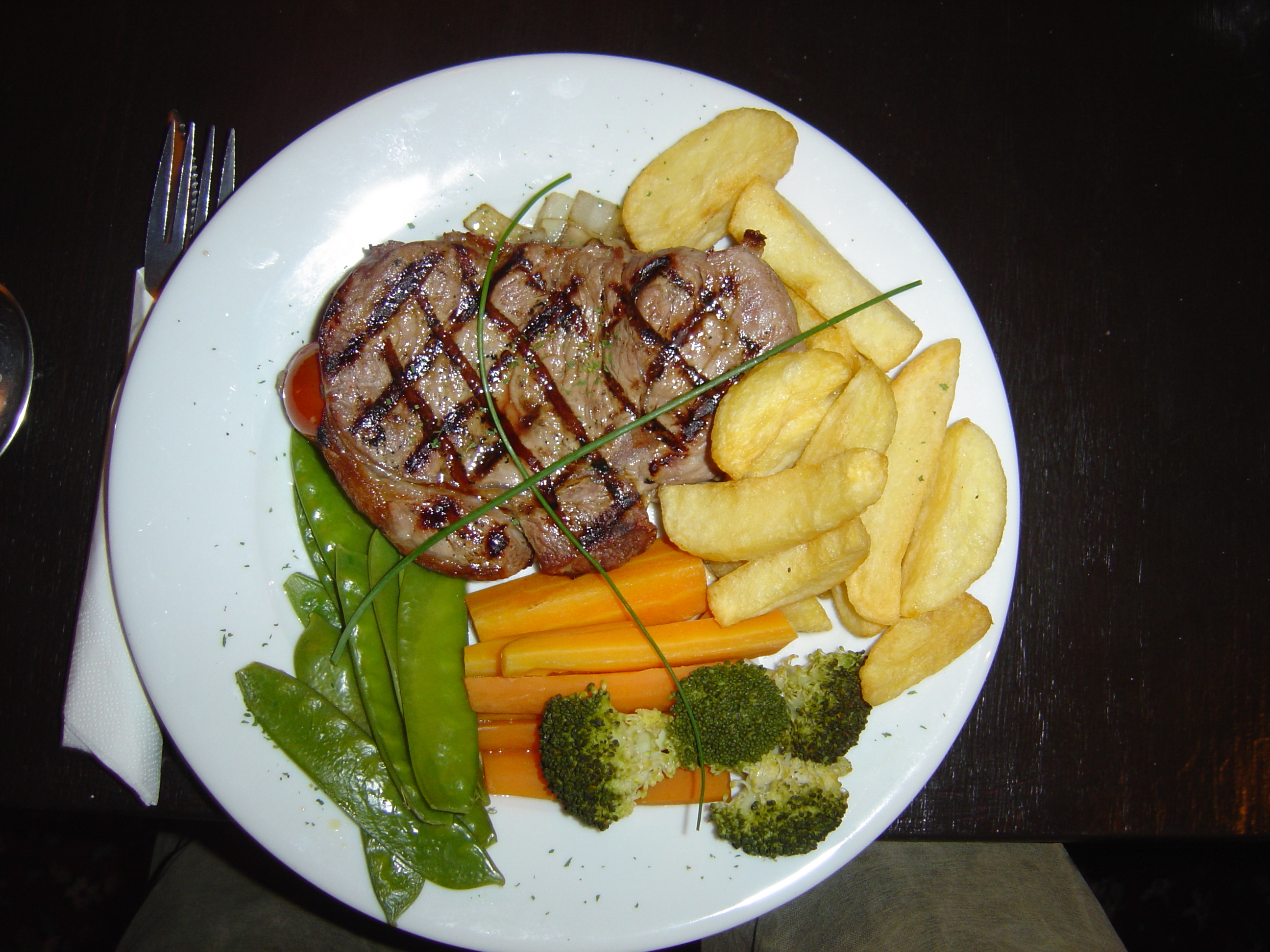
Hovězí biftek, typický hlavní chod

Hlavní chod je obvykle nejtěžší a nejsložitější pokrm na jídelním lístku. Hlavní složkou je obvykle maso, ryby nebo jiný zdroj bílkovin (např. tofu, čočka apod.) a k tomu příloha jako zdroj sacharidů. Nejčastěji mu předchází předkrm, polévka nebo salát a následuje dezert. Z těchto důvodů je hlavní chod někdy označován jako "masový chod". Ve vysoké kuchyni je hlavní chod gastronomickým vrcholem cyklu pokrmů. V takovém schématu jsou jemu předcházející chody navrženy tak, aby ho předjímaly a strávníka na hlavní chod chuťově připravily. Pokrmy, které následují po hlavním chodu, pak mají uklidňovat a působit jako chuťový protipól hlavního chodu. V anglickojazyčném prostoru se stalo zvykem hlavní chod nazývat entrée, proti čemuž však někteří gastronomové protestují.